# Saint-Pierre-de-Chartreuse
Saint-Pierre-de-Chartreuse és un municipi francès situat al departament de la Isèra i a la regió d'Alvèrnia-Roine-Alps. L'any 2007 tenia 901 habitants.

## Demografia

### Població
El 2007 la població de fet de Saint-Pierre-de-Chartreuse era de 901 persones. Hi havia 381 famílies de les quals 122 eren unipersonals (75 homes vivint sols i 47 dones vivint soles), 133 parelles sense fills, 101 parelles amb fills i 25 famílies monoparentals amb fills.
La població ha evolucionat segons el següent gràfic:
Habitants censats

### Habitatges
El 2007 hi havia 1.036 habitatges, 388 eren l'habitatge principal de la família, 598 eren segones residències i 50 estaven desocupats. 608 eren cases i 424 eren apartaments. Dels 388 habitatges principals, 261 estaven ocupats pels seus propietaris, 103 estaven llogats i ocupats pels llogaters i 23 estaven cedits a títol gratuït; 13 tenien una cambra, 40 en tenien dues, 57 en tenien tres, 93 en tenien quatre i 185 en tenien cinc o més. 295 habitatges disposaven pel capbaix d'una plaça de pàrquing. A 191 habitatges hi havia un automòbil i a 174 n'hi havia dos o més.

### Piràmide de població
La piràmide de població per edats i sexe el 2009 era:
| Homes | Edats   | Dones |
| ----- | ------- | ----- |
| 0     | 95 o +  | 0     |
| 0     | 90 a 94 | 0     |
| 0     | 85 a 89 | 8     |
| 0     | 80 a 84 | 8     |
| 16    | 75 a 79 | 12    |
| 20    | 70 a 74 | 16    |
| 36    | 65 a 69 | 16    |
| 12    | 60 a 64 | 20    |
| 16    | 55 a 59 | 4     |
| 24    | 50 a 54 | 32    |
| 40    | 45 a 49 | 24    |
| 40    | 40 a 44 | 28    |
| 52    | 35 a 39 | 28    |
| 16    | 30 a 34 | 32    |
| 20    | 25 a 29 | 40    |
| 16    | 20 a 24 | 12    |
| 40    | 15 a 19 | 20    |
| 20    | 10 a 14 | 20    |
| 36    | 5 a 9   | 24    |
| 4     | 0 a 4   | 16    |

## Economia
El 2007 la població en edat de treballar era de 587 persones, 459 eren actives i 128 eren inactives. De les 459 persones actives 439 estaven ocupades (234 homes i 205 dones) i 21 estaven aturades (8 homes i 13 dones). De les 128 persones inactives 44 estaven jubilades, 40 estaven estudiant i 44 estaven classificades com a «altres inactius».

### Ingressos
El 2009 a Saint-Pierre-de-Chartreuse hi havia 423 unitats fiscals que integraven 963,5 persones, la mediana anual d'ingressos fiscals per persona era de 19.282 €.

### Activitats econòmiques
Dels 128 establiments que hi havia el 2007, 2 eren d'empreses alimentàries, 2 d'empreses de fabricació d'altres productes industrials, 13 d'empreses de construcció, 13 d'empreses de comerç i reparació d'automòbils, 3 d'empreses de transport, 30 d'empreses d'hostatgeria i restauració, 4 d'empreses immobiliàries, 12 d'empreses de serveis, 41 d'entitats de l'administració pública i 8 d'empreses classificades com a «altres activitats de serveis».
Dels 27 establiments de servei als particulars que hi havia el 2009, 1 era una oficina de correu, 1 taller de reparació d'automòbils i de material agrícola, 3 paletes, 1 guixaire pintor, 4 fusteries, 2 lampisteries, 1 electricista, 1 perruqueria, 12 restaurants i 1 agència immobiliària.
Dels 9 establiments comercials que hi havia el 2009, 1 era una botiga de més de 120 m², 2 fleques, 1 una carnisseria, 1 una llibreria, 1 una botiga de roba i 3 botigues de material esportiu.
L'any 2000 a Saint-Pierre-de-Chartreuse hi havia 11 explotacions agrícoles que ocupaven un total de 162 hectàrees.

## Equipaments sanitaris i escolars
L'únic equipament sanitari que hi havia el 2009 era una farmàcia.
El 2009 hi havia una escola elemental.

## Poblacions més properes
El següent diagrama mostra les poblacions més properes.